# لاریسا کوروبینیکووا
لاریسا کوروبینیکووا (روسی: Лариса Викторовна Коробейникова؛ زادهٔ ۲۶ مارس ۱۹۸۷) شمشیرباز اهل روسیه است.